# Fred Montague
Pour les articles homonymes, voir Montague.
Fred Montague (né en 1864 à Londres et mort le 3 juillet 1919 à Los Angeles), est un acteur britannique de cinéma muet. Il joua dans 59 films entre 1912 et 1919, dont dans Le Mari de l'Indienne dans lequel il interprète un rôle secondaire.

## Filmographie partielle
- 1913 : From Rail-Splitter to President de Francis Ford
- 1914 : Le Mari de l'Indienne (The Squaw Man) d'Oscar Apfel et Cecil B. DeMille : Mr. Petrie
- 1914 : The Twin's Double de Francis Ford et Grace Cunard : 3e détective
- 1914 : A Bride of Mystery de Francis Ford
- 1914 : The Master Mind
- 1914 : The Man on the Box
- 1914 : Brewster's Millions d'Oscar Apfel et Cecil B. DeMille :
- 1914 : L'Appel du Nord (The Call of the North) d'Oscar Apfel et Cecil B. DeMille : Jack Wilson
- 1914 : What's His Name
- 1914 : The Man from Home
- 1914 : The Ghost Breaker d'Oscar Apfel et Cecil B. DeMille : Gaspart, le fantôme
- 1915 : Graft (en)  de George Lessey et William Stanton
- 1916 : Le Géant de la forêt (The End of the Rainbow) de Jeanie Macpherson et Lynn Reynolds
- 1918 : Fast Company de Lynn Reynolds
- 1918 : Lure of the Circus (en)
- 1919 : À tort et à travers (All Wrong) de Raymond B. West et William Worthington : Randolph Graham